# Pronoides
Pronoides là một chi nhện trong họ Araneidae.